# Плави, плави!
„Плави, плави!” је југословенски ТВ филм из 1989. године. Режирао га је Арса Милошевић а сценарио је написао Горан Митровић.

## Улоге
| Глумац                  | Улога |
| ----------------------- | ----- |
| Предраг Бјелац          |       |
| Србољуб Чутурило        |       |
| Миња Стевовић Филиповић |       |
| Славољуб Фишековић      |       |
| Љиљана Газдић           |       |
| Татјана Кецојевић       |       |
| Снежана Ковачев         |       |
| Александар Матић        |       |
| Симонида Милојковић     |       |
| Ненад Ненадовић         |       |
| Вера Обрадовић          |       |
| Радослав Павелкић       |       |

Остале улоге ▼
| Глумац              | Улога |
| ------------------- | ----- |
| Ненад Перван        |       |
| Богољуб Петровић    |       |
| Радмила Плећаш      |       |
| Миодраг Радовановић |       |
| Славко Симић        |       |
| Душанка Стојановић  |       |
| Милан Штрљић        |       |
| Предраг Тодоровић   |       |
| Драган Вујић        |       |